# یائو فن
یائو فن (انگلیسی: Yao Fen؛ زادهٔ ۲ ژانویهٔ ۱۹۶۷) بدمینتون‌باز زن اهل چین است.